# قاضی (شریعت)

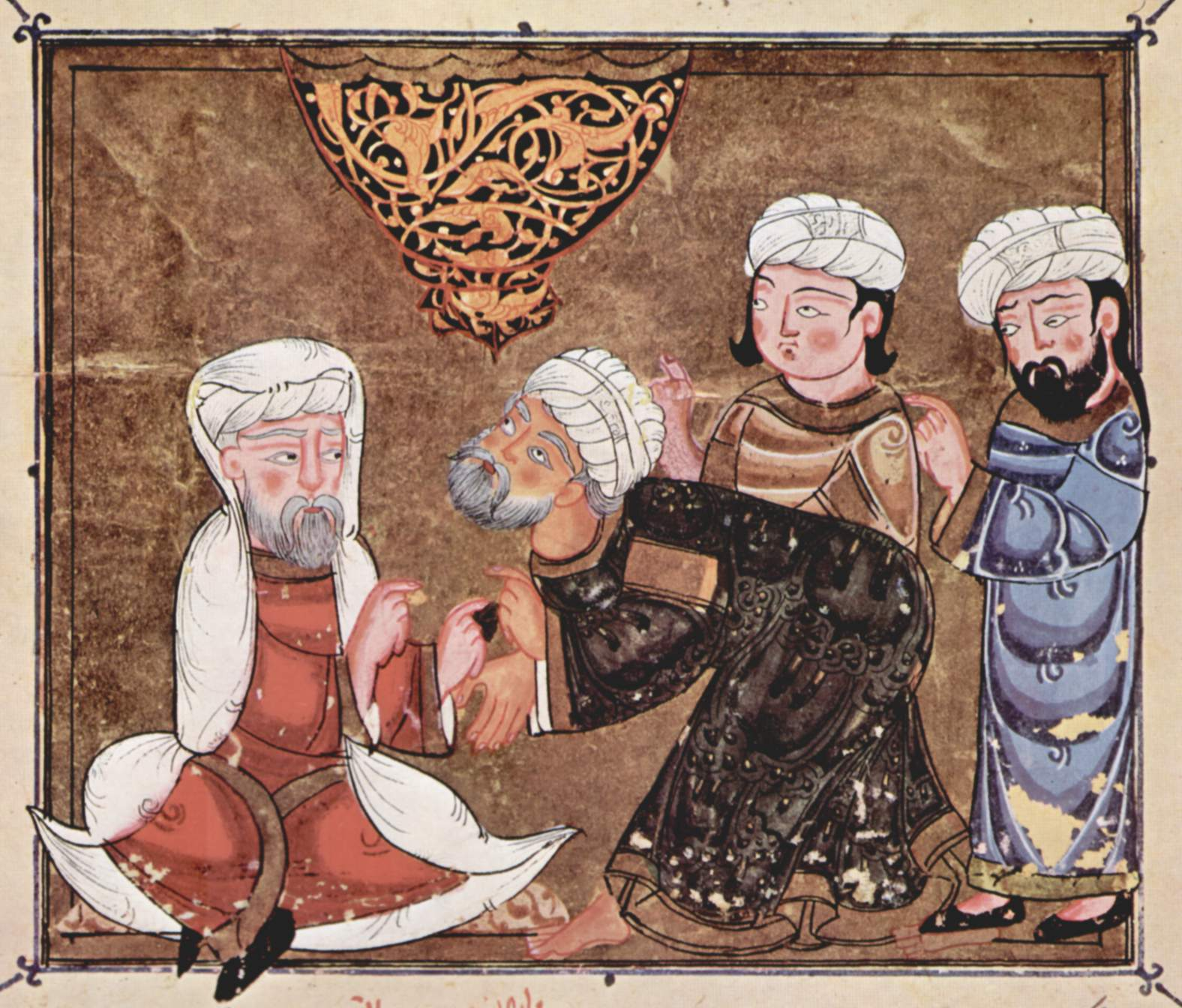
ابوزید در حال دادخواهی نزد معره نعمان، ۱۳۳۵ میلادی

قاضی در شریعت اسلام کسی است که طبق احکام اسلامی قضاوت می‌کند و از سوی حاکم کشور اسلامی تعیین شده است. حوزهٔ قضایی قاضی به طور سنتی کل مسایل حقوقی مسلمانان را در بر می‌گیرد. قضاوت قاضی باید مبتنی بر اجماع قاطع علمای مسلمان باشد. منشا نهاد قاضی، حکم، میانجیگر قدیمی اعراب، است